# Erika Rosenbaum
Erika Rosenbaum (Québec, 1980) è un'attrice canadese.

## Biografia
Erika ha iniziato la sua carriera sul palco come ballerina. Il suo primo ruolo da protagonista è stato quello di Clara nello Schiaccianoci. Ha conseguito una laurea alla Concordia University di Montreal e ha seguito i corsi del Conservatorio di Stratford in Ontario. Si trasferisce a Los Angeles nel 1999 dove interpreta diversi ruoli in serie Tv. 
Nel 2007 è stata invitata al Festival di Cannes per la prima volta.

## Filmografia parziale

### Cinema
- Red Rover (2003)
- Appuntamento a Wicker Park (2004)
- Un amore sotto l'albero (Noel), regia di Chazz Palminteri (2004)
- False verità (2005)
- The Last Kiss (2006)
- The Trotsky (2009)
- I Puffi 2 (2013)

### Televisione
- Doppia trappola – film TV (2007)
- Stato di crisi (Crisis Point), regia di Adrian Wills – film TV (2012)